# Brujeria
Brujeria é uma banda de deathgrind formada em Tijuana por músicos estadunidenses de origem latina. Seu nome vem da palavra espanhola que significa "bruxaria". Suas canções, que são inteiramente cantadas em espanhol, são focadas no satanismo, anticristianismo, sexo, imigração, tráfico de drogas, política.
O Brujeria é um projeto paralelo do membro fundador Asesino (Dino Cazares), e já contou com artistas como Billy Gould, Nicholas Barker, Raymond Herrera, Jeff Walker, e Shane Embury. Eles tocam sob pseudônimos, e assumem-se como uma banda latina, supostamente constituída por traficantes de drogas, razão pela qual esconderiam seus verdadeiros nomes (por serem procurados pelo FBI). A formação foi mudada diversas vezes.
Dino Cazares e Nicholas Barker deixaram a banda em 26 de janeiro de 2004.
No dia 16 de setembro de 2024, o vocalista de longa data Juan Brujo sofreu um ataque cardíaco após um dia de folga da turnê Mexorcista em Saint Clairsville, Ohio, dois meses após a morte de outro membro da banda, Pinche Peach. Ele foi levado às pressas para o hospital mais próximo do local em Wheeling, no estado de West Virginia, mas ele não resistiu e faleceu dois dias depois. A sua morte foi comunicada pelos canais oficiais da banda nas redes sociais.

## Membros

### Membros atuais
- Fantasma (Pat Hoed) – baixo, vocais (1989–presente; não toca ao vivo desde 2014)
- Hongo (Shane Embury) – baixo, guitarras, bateria (1989–presente; não toca ao vivo desde 2022)
- El Sangrón (Henry Sanchez) – vocais (2014–presente)
- El Criminal (Anton Reisenegger) – guitarras, backing vocals (2015–presente)
- La Bruja Encabronada (Jessica Pimentel) – vocais (2017–presente)[6]
- Sergio Lopez – baixo (2022–presente)
- Sativo – bateria (2022–presente)

### Membros anteriores
- Asesino (Dino Cazares) - guitarra (1989–2005)
- El Cynico (Jeff Walker) - baixo (2006–2016)
- Hongo Jr. (Nicholas Barker) - bateria (2002–2005, 2016–2022)
- Güero Sin Fe (Billy Gould) - baixo (1989–2002)
- Greñudo (Raymond Herrera) - bateria (1993–2002)
- El Angelito (Tony Laureano) - bateria (2006)
- Cristo de Pisto (Jesse Pintado) - guitarra (2000) †
- Pititis (Gaby Dominguez) - backing vocals (2004–2016)
- Pinche Peach (Ciriaco Quezada) - samples, vocais (1992–2024) †[4]
- Juan Brujo (John Lepe) - vocal principal (1989-2024) †[5]

## Discografia

### Álbuns de estúdio
- 1993 - Matando Güeros
- 1995 - Raza Odiada
- 2000 - Brujerizmo
- 2016 - Pocho Aztlan
- 2023 - Esto es Brujeria

### Singles e EPs
- 1990 - ¡Demoniaco! (Nemesis Records)
- 1991 - ¡Machetazos! (Alternative Tentacles)
- 1994 - El Patron (Alternative Tentacles)
- 2000 - Marijuana (Kool Arrow Records)
- 2016 - Viva Presidente Trump (Nuclear Blast Records)
- 2019 - Amaricon Czar (Nuclear Blast Records)
- 2020 - Covid-666 (Nuclear Blast Records)
- 2023 - Don Quijote Marihuana  (Nuclear Blast Records)
- 2023 - Bruja Encabronada (Nuclear Blast Records)

### Compilações
- 1999 - Spanglish 101 (Kool Arrow Records)
- 2001 - Mextremist! Greatest Hits (Kool Arrow Records)
- 2003 - The Mexecutioner! - The Best of Brujeria (Roadrunner Records)
- 2006 - The Singles